# Raúl Valbuena Cano
Raúl Valbuena Cano (Madrid, 23 d'abril de 1975) és un exfutbolista professional madrileny, que ocupava la posició de porter.

## Trajectòria
Es forma a les categories inferiors del Reial Madrid. A la campanya 95/96 debuta a la Segona Divisió amb l'equip B, tot jugant un partit, xifra que augmentaria fins a 17 a l'any següent. Després d'una estada pel RCD Mallorca B (97/99), a l'estiu de 1999 recala al CD Toledo. Disputa 26 partits amb l'equip castellanolleonès, que baixa a Segona B. Però, el porter és fitxat per l'Albacete Balompié.
Amb l'equip manxec, tot just compta la temporada 00/01, però es converteix en el porter titular la temporada 01/02. El seu bon joc possibilita que fitxa pel Reial Saragossa, amb qui aconsegueix l'ascens a primera divisió a l'estiu del 2003, tot i que el madrileny només hi apareix en una ocasió.
Debuta a la màxima categoria a la temporada 03/04, com a suplent de Laínez. El 2004 retorna cedit a l'Albacete, que ara competeix a primera divisió, també. Juga 21 partits amb els del Carlos Belmonte, que perden la categoria. De nou al Zaragoza, continua a la suplència.
La temporada 06/07 retorna una altra vegada a Albacete. Hi ocupa la porteria durant 21 partits, la meitat de la competició, però a l'any següent passa a la suplència. El 2008 el club albaceteny anuncia que prescindeix dels serveis del madrileny.